# بیلچه‌نوک دم‌بریده
بیلچه‌نوک دم‌بریده (نام علمی: Platyrinchus cancrominus) نام یک گونه از سرده بیلچه‌نوک‌ها است.